# The Isley Brothers
A The Isley Brothers amerikai funk együttes.

## Történetük
1954-ben alakultak meg. A tagok az ohiói Cincinnatiből, illetve a New Jersey állambeli Teaneckből származnak. A testvérek Cincinnati Lincoln Heights nevű külvárosában nőttek fel, tinédzserkorukra a szintén ohiói Blue Ashbe költöztek. Zenei hatásukként a Billy Ward and His Dominoes, illetve a The Dixie Hummingbirds nevű együtteseket jelölték meg. Ezen a címen jelent meg legelső nagylemezük is. A szám a negyvenhetedik helyet érte el a Billboard 100-as listáján. Az Amerikai Hanglemezgyártók Szövetsége (RIAA) arany fokozattal tüntette ki a dalt. 1961-ben elhagyták az RCA Records-ot, és a Scepter Records-hoz íratták át magukat. 1962-ben újabb sikereket értek el a "Twist and Shout" című dalukkal, amely megint egy stúdióalbum címe is volt. Harmadik nagylemezük pedig a "Twisting and Shouting" címet viseli. 1966-ban és 1967-ben piacra került a negyedik és ötödik stúdióalbum is. Nem sokkal később New Jersey-be költöztették át magukat, és megalapították saját lemezkiadó cégüket, T-Neck Records néven. 1964-ben Jimi Hendrix is játszott a testvérekkel, majd vele együtt kiadtak egy új számot, "Testify" néven.
Az 1969-es "It's Your Thing" című dalukkal Grammy-díjat nyertek. A dal az "It's Our Thing" című lemezen szerepelt. A dal azonban botrányosnak is számított, ugyanis a Motown Records beperelte az Isley testvéreket, mondván, hogy ezt a számot még akkor írták, amikor az együttes még hozzájuk tartozott. Bírósági ügy lett a dologból, a bíró pedig Isley-ék oldalán állt, és felmentette őket.
A következő években készült lemezeikről, a Givin' It Back-ről, a Brother Brother Brother-ről, a Live It Up-ról, a 3 + 3-ról, a The Heat is On-ról, a Harvest for the World-ről, a Go for Your Guns-ról, a Showdown-ról, a Between the Sheets-ről és a Winner Takes All-ról származnak még dalok, amelyek nagyon népszerűek lettek, és több médiában is felbukkantak. A 3 + 3 szerepel az 1001 lemez, amelyet hallanod kell, mielőtt meghalsz című könyvben is. A Between the Sheets sikere után Ernie, Marvin és Chris elhagyták a zenekart, és megalapították az Isley-Jasper-Isley nevű, rövid életű együttest.
1985-ben a testvérek leszerződtek a Warner Bros. Records-hoz, és megjelentették a Masterpiece című albumukat. Az 1987-es és 1989-es nagylemezüknél Angela Winbrush volt a producer. Ron Isley kiszállt a zenekarból, és szólókarrierbe kezdett. Szerepelt R. Kelly népszerű slágerének, a Down Low (Nobody Has to Know)-nak a klipjében is. Emiatt az 1996-os nagylemezük platina státuszt ért el e miatt. Ugyanebben az évben Marvin Isley-nak amputálni kellett mindkét lábát, Ernie és Ron pedig duóként folytatták.
A 2001-es stúdióalbumukat már csak ők ketten készítették. 2010-ben megjelent Ron Isley legelső szóló nagylemeze. A 2017-es lemezüket Carlos Santanával együtt készítették.
A zenekar dalai hallhatóak két Grand Theft Auto videójátékban is: a "Between the Sheets" szerepelt a 2004-es Grand Theft Auto: San Andreas videójátékban, míg a "Footsteps in the Dark" című dal hallható a 2008-as Grand Theft Auto IV játékban is. Nagyon jelentősnek számítanak a zene történelmében, bekerültek a Rock and Roll Hall of Fame-be is.
Az együttes 3+3 című albuma bekerült az 1001 lemez, amelyet hallanod kell, mielőtt meghalsz című könyvbe.

## Diszkográfia
- Shout! (1959)
- Twist and Shout (1962)
- Twisting and Shouting (1963)
- This Old Heart of Mine (1966)
- Soul on the Rocks (1967)
- It's Our Thing (1969)
- The Brothers: Isley (1969)
- Get Into Something (1970)
- Givin' It Back (1971)
- Brother, Brother, Brother (1972)
- 3+3 (1973)
- Live it Up (1974)
- The Heat is On (1975)
- Harvest for the World (1976)
- Go for Your Guns (1977)
- Showdown (1978)
- Winner Takes All (1979)
- Go All the Way (1980)
- Grand Slam (1981)
- Inside You (1981)
- The Real Deal (1982)
- Between the Sheets (1983)
- Masterpiece (1985)
- Smooth Sailin' (1987)
- Spend the Night (1989)
- Tracks of Life (1992)
- Mission to Please (1996)
- Eternal (2001)
- Body Kiss (2003)
- Baby Makin' Music (2006)
- Power of Peace (2017)